# Myrtle (Vorname)
Myrtle ist ein weiblicher Vorname.

## Herkunft und Verbreitung
Er leitet sich vom englischen Wort myrtle für die Myrte ab und hat sich vor allem im 19. Jahrhundert im englischen Sprachraum, gemeinsam mit anderen Pflanzenbezeichnungen, als Vorname verbreitet. Seit Anfang des 20. Jahrhunderts hat die Popularität des Namens wieder stark abgenommen.

## Namensträgerinnen
- Myrtle Augee (* 1965), britische Kugelstoßerin
- Myrtle Bachelder (1908–1997), US-amerikanische Chemikerin
- Myrtle Bothma (* 1964), südafrikanische Leichtathletin (Hürdenlauf)
- Myrtle Broome (1888–1978), britische Ägyptologin und Künstlerin
- Myrtle Cook (1902–1985), kanadische Leichtathletin
- Myrtle Dorsey (1885–2000), US-amerikanische Supercentenarian
- Myrtle Fillmore (1845–1931), US-amerikanische Kirchengünderin
- Myrtle Hart (1877–1966), US-amerikanische Harfenistin
- Myrtle Lange, deutsche Squashspielerin
- Myrtle Maclagan  (1911–1993), englische Cricketspielerin
- Myrtle McAteer (1878–1952), US-amerikanische Tennisspielerin
- Myrtle Morrison (1885–1938), US-amerikanische Politikerin
- Myrtle Reed (1874–1911), US-amerikanische Autorin
- Myrtle Robertson, 11. Baroness Wharton (1934–2000), britische Adelige und Politikerin
- Myrtle Solomon (1921–1987), englische Pazifistin